# Pontecuti
Pontecuti è una frazione del comune di Todi (PG), sita lungo la Strada statale 79 bis Orvietana (Statale Orvieto-Todi), tra il ponte sul Tevere e la salita che porta a Todi (circa 4 km). Nelle vicinanze, si trova anche il vocabolo Castello.
Pontecuti si trova a 150 m s.l.m. ed è popolato da 169 abitanti.
A Pontecuti si trova il tratto del Tevere Morto, ossia con una bassa velocità delle correnti.

## Storia

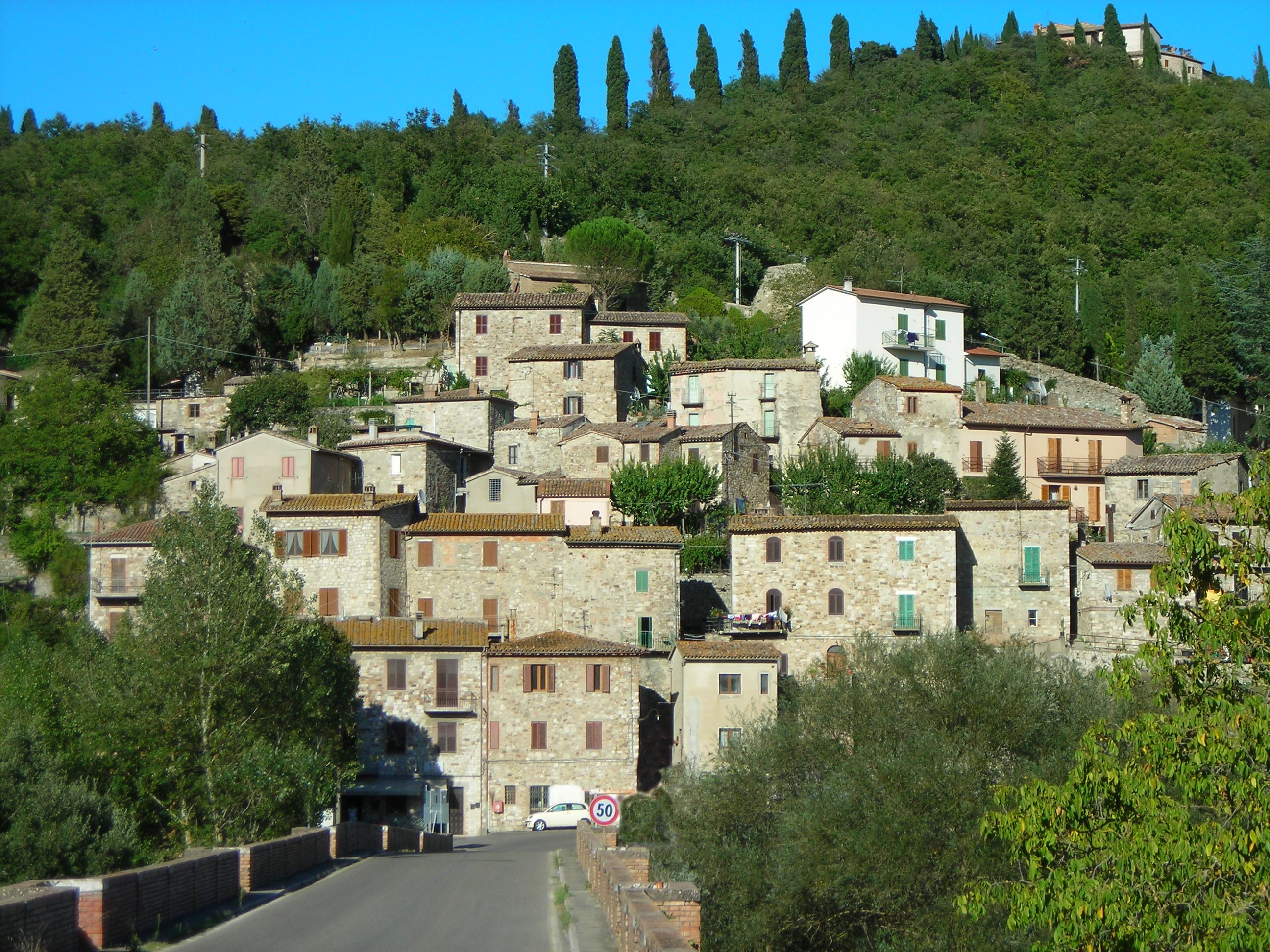
Pontecuti visto dal ponte sul Tevere.

In epoca romana era un avamposto a difesa di Tudertum, l'odierna Todi: secondo la leggenda, il primo ponte fu costruito da Cocceio Nerva.
Vi sono diverse spiegazioni al riguardo dell'origine del toponimo:
1. l'antico ponte romano (di cui si sono perse le tracce) a forma acuta, pons acutus;
2. un ponte costruito dai Goti, pons gotorum;
3. la presenza di cave di cote, una pietra dura usata per affilare i metalli, ha generato pons cotis.

All'ingresso del ponte si trovava un arco, ora demolito, di cui rimangono alcuni resti conservati al Palazzo Comunale di Todi (tra cui una pietra datata 1248 e recante iscrizioni in lettere gotiche circa il Giudizio Universale).
Nel 1313 fu costruito un castello, a difesa di Todi dall'incursione dei briganti: di esso rimangono le mura e la porta di accesso.
Da qui, inoltre, partivano nel passato i tracciati della transumanza da Todi verso la Maremma toscana.

## Monumenti e luoghi d'arte
- Ponte sul fiume Tevere, costruito nel XVII secolo, distrutto durante la II guerra mondiale (1944) e ora ricostruito;
- Resti del castello medievale, con la Porta della Nave;
- Parco fluviale del Tevere.
- Chiesa di San Leonardo

## Economia
L'economia si basa sull'agricoltura (perlopiù olivi e vite) e, parzialmente, sull'agriturismo.

## Sport
- Canoa
- Cicloturismo
- Trekking